# Erdem Şen
Erdem Şen (Bruxelles, 5 gennaio 1989) è un ex calciatore belga, di origini turche, di ruolo centrocampista.